# 東海広場
東海広場（とうかいひろば）は、愛知県愛西市にある、国営木曽三川公園のひとつである。

## 概況
木曽川の河川敷を整備した公園である。
木曽川の両岸にあり、立田大橋を挟んで木曽川右岸の東海広場、木曽川左岸の東海広場東エリアがある。開園は東海広場が1990年（平成2年）4月21日、東海広場東エリアが2009年（平成21年）4月29日。2010年（平成22年）7月17日には東海広場東エリアに多目的芝生広場、多目的広場が開園した。

## 主な施設

### 東海広場
- バーベキュー広場
- 芝生広場
- 一万人広場
- マラソンコース

### 東海広場東エリア
- バーベキューエリア
- 多目的広場
- サッカーコート（少年向け）
- 多目的芝生広場（パークゴルフ場）

## 利用案内

### 住所
- 東海広場：愛知県愛西市立田町福原地先
- 東海広場東エリア：愛知県愛西市立田町地先

### 入園料
- 無料

### 開園時間・休園日
「東海広場」公式サイトにて確認のこと。

## 交通アクセス

### 公共交通機関
- 名鉄尾西線 佐屋駅下車、徒歩で約30分。
- 愛西市巡回バス：立田ルート「道の駅」バス停より徒歩で約12分。

### 自動車
- 東名阪自動車道 長島ICより県道168号を北上。